# Bram Vandenbussche
Bram Vandenbussche (Brugge, 1 februari 1981) is een Belgische voetballer die SV Roeselare uitkomt, na eerst 22 jaar bij Cercle Brugge te hebben gespeeld. Hij kan uitgespeeld worden als centrale verdediger of verdedigende middenvelder. Zijn sterke punt is zijn kopbalspel.
Vandenbussche, een bakkerszoon uit Assebroek, doorliep alle jeugdreeksen van Cercle Brugge samen met leeftijdsgenoot Frederik Boi. Hij maakte zijn debuut tegen Maasland in de Tweede Klasse op 17 december 2000. Het hoogtepunt in zijn carrière was de promotie met Cercle Brugge naar 1ste klasse in het seizoen 2002-2003. In de daaropvolgende seizoenen in 1ste kreeg het jeugdproduct het moeilijk om zichzelf in de ploeg te spelen. Hij was meestal bankzitter maar stond steeds klaar in tijden van nood. Zijn inzet en motivatie op het veld zijn steevast groot waardoor hij elk jaar wel zijn wedstrijden meepikt.
In het seizoen 2005-2006 werd Vandenbussche na een dopingcontrole positief bevonden op corticosteroïden. Vandenbussche kwam er met de schrik vanaf. Op 26 juni 2009 tekende Vandenbussche een driejarig contract met SV Roeselare. Daar groeide hij uit tot een certitude.
Toen SVV Damme in 2020 met KFC Moerkerke samensmolt tot KFC Damme, ging Vandenbussche voor SK Eernegem spelen. In 2022 stopte hij met voetballen.

## Statistieken
| seizoen | club          | land   | competitie                           | wed. | goals |
| ------- | ------------- | ------ | ------------------------------------ | ---- | ----- |
| 2000/01 | Cercle Brugge | België | Tweede Klasse                        | 6    | 0     |
| 2001/02 | Cercle Brugge | België | Tweede Klasse                        | 38   | 6     |
| 2002/03 | Cercle Brugge | België | Tweede Klasse                        | 32   | 2     |
| 2003/04 | Cercle Brugge | België | Jupiler League                       | 23   | 2     |
| 2004/05 | Cercle Brugge | België | Jupiler League                       | 21   | 1     |
| 2005/06 | Cercle Brugge | België | Jupiler League                       | 17   | 0     |
| 2006/07 | Cercle Brugge | België | Jupiler League                       | 28   | 2     |
| 2007/08 | Cercle Brugge | België | Eerste klasse                        | 17   | 1     |
| 2008/09 | Cercle Brugge | België | Eerste klasse                        | 13   | 0     |
| 2009/10 | SV Roeselare  | België | Eerste klasse                        | 18   | 0     |
| 2010/11 | SV Roeselare  | België | Exqi League                          | 29   | 3     |
| 2011/12 | SV Roeselare  | België | Exqi League                          | 31   | 3     |
| 2012/13 | SV Roeselare  | België | Exqi League                          | 30   | 4     |
| 2014/15 | SVV Damme     | België | Eerste Provinciale (West-Vlaanderen) | -    | -     |
| 2015/16 | SVV Damme     | België | Bevordering                          | -    | -     |
|         |               |        | Totaal                               | 302  | 24    |